# 甲谷乡
甲谷乡（藏語：རྒྱ་སྒོག་，威利转写：rgya sgog），是中华人民共和国西藏自治区那曲市尼玛县下辖的一个乡镇级行政单位。

## 行政区划
甲谷乡下辖以下地区：
过扎村、达热村、东隆村、曲米村、折乡村、载那村和吉松村。